# Raghunathpur (Bara)
Raghunathpur (nep. रघुनाथपुर) – gaun wikas samiti w środkowej części Nepalu w strefie Narajani w dystrykcie Bara. Według nepalskiego spisu powszechnego z 2001 roku liczył on 581 gospodarstw domowych i 4130 mieszkańców (1984 kobiet i 2146 mężczyzn).